# Villa Giusti

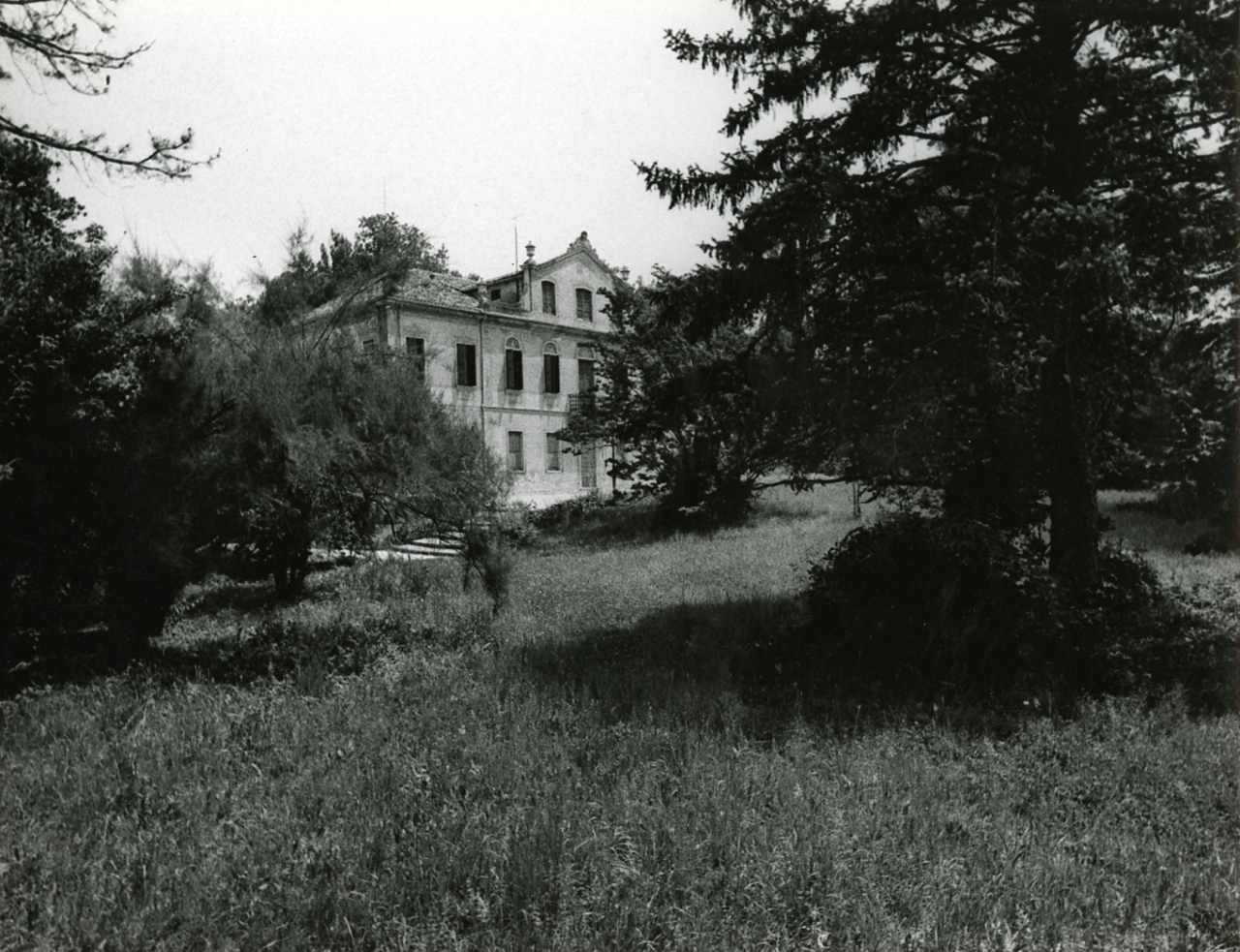
Villa Giusti in Padua, Italië

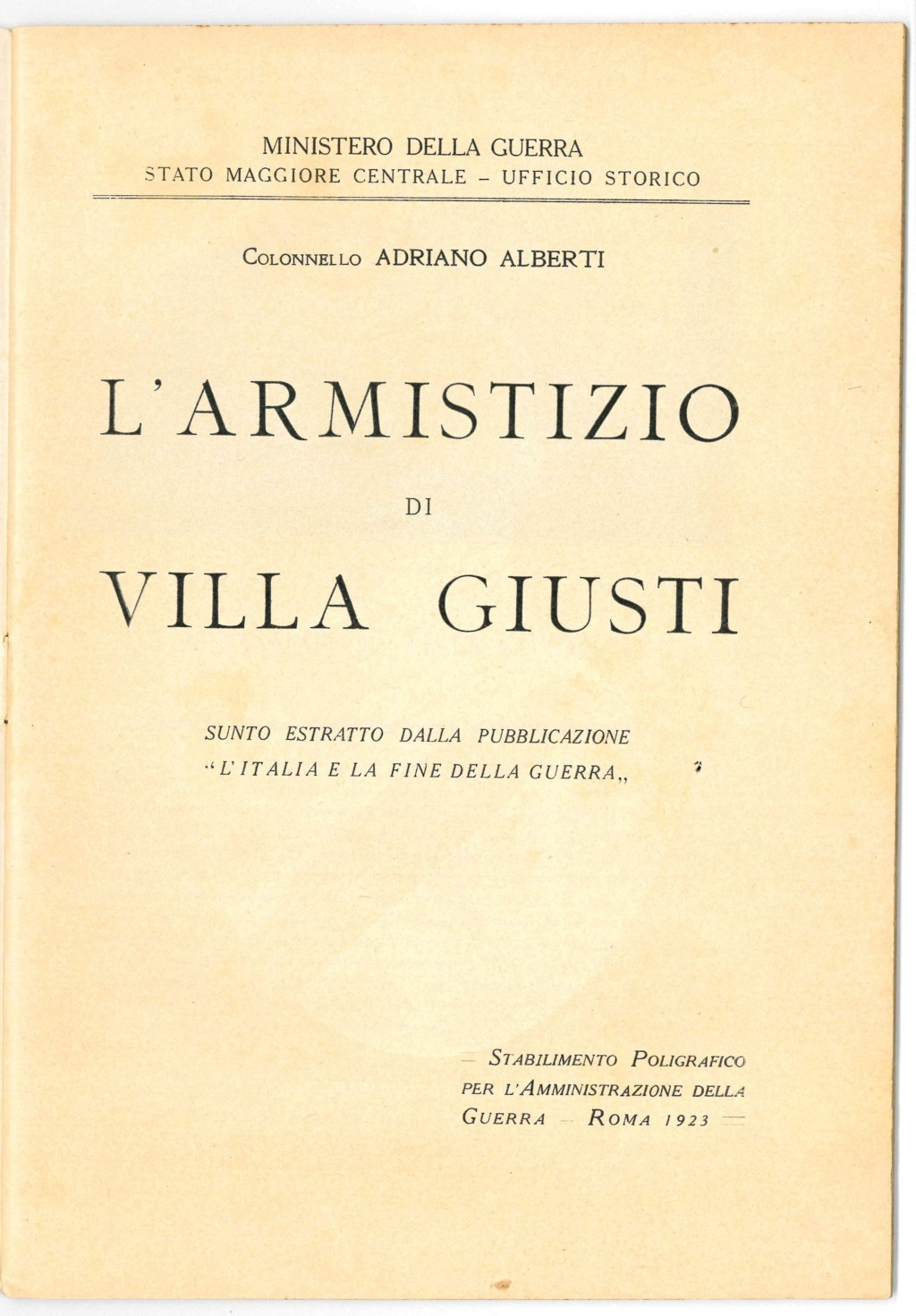
Wapenstilstand van de Villa Giusti in de Eerste Wereldoorlog (1918)

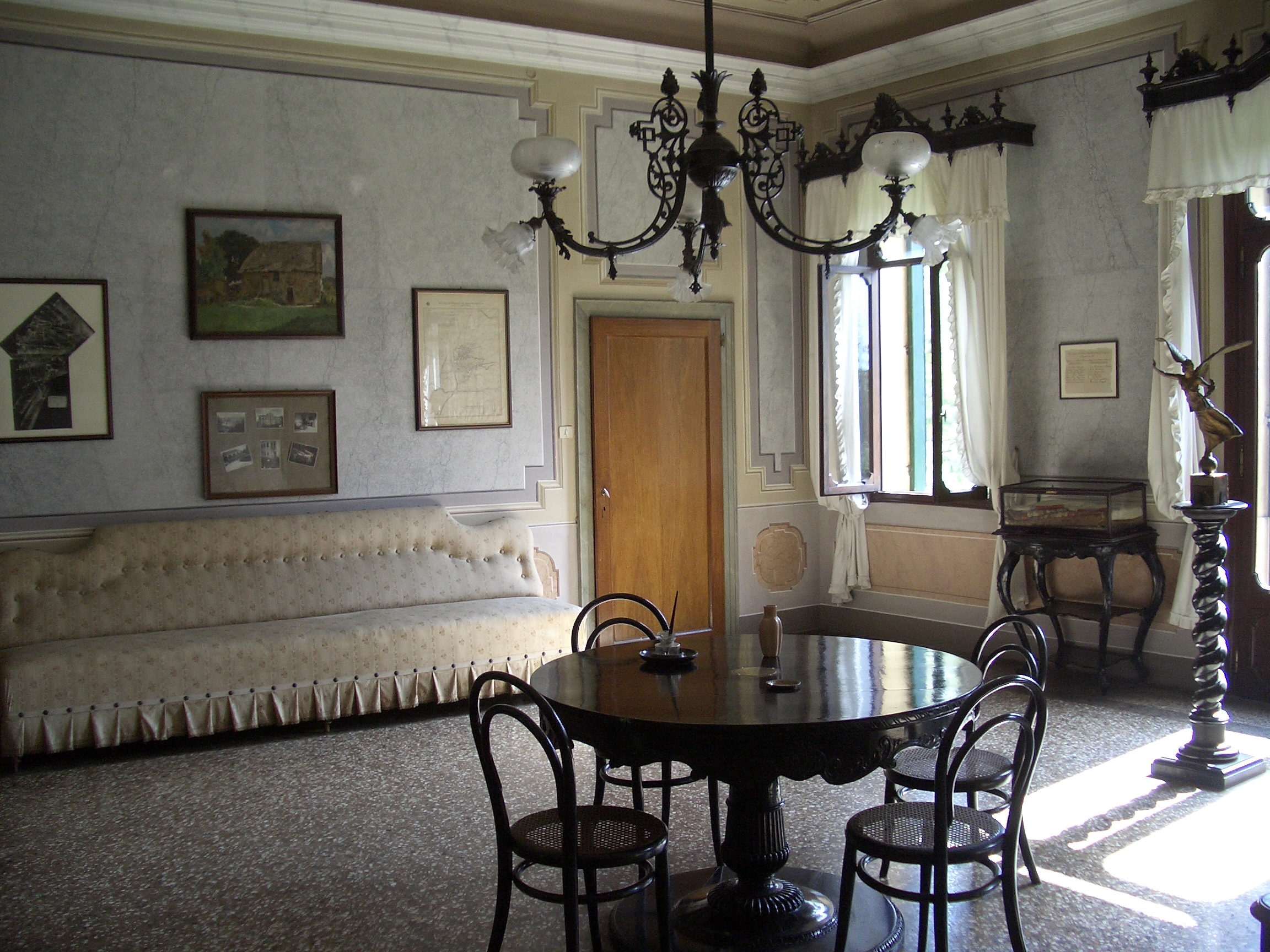
Salon van de ondertekening

De Villa Giusti staat in een buitenwijk van de stad Padua, Noord-Italië. De wijk heet Mandria. De Villa Giusti ligt tussen het centrum van Padua en de Euganische Heuvels. Zij dateert van begin 17e eeuw. 
De villa werd bekend op 3 november 1918 omdat de wapenstilstand tussen het koninkrijk Italië en Oostenrijk-Hongarije er ondertekend werd. De Wapenstilstand van Villa Giusti betekende het einde van de Eerste Wereldoorlog tussen beide landen. De straat waar de villa staat is daarom genoemd Via Armistizio of Weg van de Wapenstilstand. De weg gaat terug tot de Romeinse Oudheid waarin Patavium (Padua) verbonden was met Aponum (Abano Terme).
De villa is gebouwd in Venetiaanse stijl en staat in een park. Het is privaat bezit. De Villa Giusti bestaat uit twee gebouwen: enerzijds het residentiele landhuis en anderzijds een bijgebouw dat bijna even groot is. Dit bijgebouw was voor huispersoneel en was een opslagmagazijn, paardenstal en boerderij.

## Naam
De naam van de villa komt van de familienaam van de adellijke eigenaars in de 19e-20e eeuw: de graven Giusti del Giardino.

## Historiek

### Republiek Venetië en na 1797
Voor 1600 stond in de buurt het landgoed van de familie Capodilista; zij waren graaf van Mandria. In 1597 herbouwde Nicolo Molin, ambassadeur van de republiek Venetië, deze residentie in neoclassicistische stijl. Dit werd de Villa Molin, die nog steeds kan bezocht worden in de buurt van de Villa Giusti.
De Villa Giusti ontstond circa 1597 als een dependance van de Villa Molin. De familie Capodilista behield deze dependance als eigen villa met landgoed. Nadat een telg van de familie Capodilista huwde met iemand van de familie Emo, een familie van doges, kwam de villa in handen van de familie Emo. In 1812 huwde Paolina Emo-Capodilista met Vettor Daniele Pisani-Zuste, de laatste afstammeling van een andere dogefamilie. Hun dochter Laura huwde met graaf Gerolamo Giusti del Giardino uit Verona. Deze laatste gaf zijn naam aan de villa: Villa Giusti.
In 1842 werd een Romeinse grafsteen opgedolven in de velden ernaast. De grafsteen dateert van de 1e eeuw en werd in het park opgesteld. De grafsteen was een van de vele die langs de weg Patavium-Aponum opgericht stonden.

### Koninkrijk Italië
Graaf Vettor Giusti del Giardino, zoon van Gerolamo en Laura Giusti del Giardino-Emo, betrok de villa in de tweede helft van de 19e eeuw. Hij was burgemeester van Padua. Hij renoveerde het pand en het park (1875). Er verrees een toren op het domein die ingericht werd als duiventil. Rondom het terras werden de typisch Venetiaanse versieringen bewaard. De Villa Giusti was een plek voor ontmoetingen van de heersende klasse van Padua. 
Graaf Giusti del Giardino werd senator in Rome in 1914. Tijdens de Eerste Wereldoorlog liet hij koning Victor Emanuel III zijn hoofdkwartier betrekken in de Villa Giusti. De koning resideerde er van november 1917 tot januari 1918, nabij het oorlogsfront met de Oostenrijkse troepen. Hij koos voor deze plek omdat een residentie in het centrum van Padua zou leiden tot beschietingen van de stad.
In november 1918 ontmoetten delegaties van het koninkrijk Italië en Oostenrijk-Hongarije elkaar in de Villa Giusti. De leiding bij de Italianen lag bij generaal Badoglio; voor Oostenrijk-Hongarije kwam de delegatieleider generaal Weber von Webenau met de wagen toe. De wapenstilstand moest voorbereid worden. De delegaties installeerden er zich met een klein regiment en met verschillende telegraaftoestellen. Hiermee telegrafeerden ze de stand van zaken met hun regering en monarch. Tolken liepen heen en weer tussen de beide delegaties om de standpunten te vertalen. Senator Giusti del Giardino was niet aanwezig bij de onderhandelingen. Op 3 november 1918 ondertekenden de onderhandelaars de wapenstilstand in het salon op de eerste verdieping. Een Italiaans officier hing een Italiaanse vlag aan een boom in het park. De pastoor van de Santa Mariakerk in Mandria luidde de klokken, de eerste van de wapenstilstand. Het tafelkleed in het salon dat bevlekt was met inkt, thee en wijn tijdens de vele vergaderingen is bewaard gebleven in een vitrinekast.

### Republiek Italië
Tot het jaar 2000 was de villa eigendom van zijtakken van de familie Giusti dal Giardino. Sindsdien is het in bezit van een vennootschap. In de pers verschenen berichten over verloedering: ingeslagen ruiten, graffiti en zo meer. In 2011 werd de huiskapel beschadigd: vandalen sleepten het marmer weg van het graf van gravin Cia Cittadella Giusti.
Op 3 november 2020, honderd jaar na de wapenstilstand, was er een plechtigheid met militaire muziek in de Villa Giusti.